# Spirit in the Sky
Spirit in the Sky är en låt skriven och framförd av Norman Greenbaum. Låten utgavs som singel i december 1969 och blev tidigt 1970 Greenbaums största och kändaste hitlåt. "Spirit in the Sky" är en sorts mix av psykedelisk rock och gospel och produktionen använder mycket ekoeffekter, samt en fuzz box. Inspelningen producerades av The Lovin' Spoonfuls tidigare producent Erik Jacobsen. Uppföljaren "Canned Ham" blev bara en mindre hit och Greenbaum betraktas ofta som ett one-hit wonder med denna låt.
Låten blev åter en hit 1986 i en inspelning av den brittiska rockgruppen Doctor and the Medics. Den har även förekommit i flera filmer, till exempel Apollo 13 (1995), Kontakt (1997), En enkel plan (1998), Remember the Titans (2000), Ocean's Eleven (2001) och I, Tonya (2017).
Magasinet Rolling Stone listar Greenbaums version på plats 341 i listan The 500 Greatest Songs of All Time.

## Listplaceringar, Norman Greenbaum
| Lista (1970)   | Position              |
| -------------- | --------------------- |
| Australien     | 1 (Go Set)            |
| Danmark        | 10 (DR "Top Ti")      |
| Finland        | 22                    |
| Flandern       | 2                     |
| Frankrike      | 14                    |
| Irland         | 1                     |
| Kanada         | 1 (RPM)               |
| Nederländerna  | 3                     |
| Norge          | 2 (VG-lista)          |
| Schweiz        | 4                     |
| Spanien        | 8                     |
| Storbritannien | 1                     |
| Sverige        | 4 (Kvällstoppen)      |
| Sverige        | 4 (Tio i topp)        |
| USA            | 3 (Billboard Hot 100) |
| Vallonien      | 1                     |
| Västtyskland   | 1                     |
| Österrike      | 4                     |

## Cover-versioner
- Dorothy Combs Morrison
- Nina Hagen
- Sam Roberts
- Doctor and the Medics
- Gareth Gates